# Platanthera oreophila
Platanthera oreophila là một loài thực vật thuộc họ Orchidaceae. Đây là loài đặc hữu của tỉnh Vân Nam của Trung Quốc.